# Беневенто
Беневенто (итал. Benevento) град је у јужној Италији. Град је средиште истоименог округа Беневенто у оквиру италијанске покрајине Кампанија.
Овде се налази ФК Беневенто.

## Географија
Град Беневенто налази се у јужном делу Италије, на 100 км североисточно од Напуља. Град је налази долини реке Калоре Ирпино, на месту где се мања река Сабато улива у њу. Непосредно јужно од града издижу се Кампањски Апенини.

### Клима
| Клима (Беневенто)          | Клима (Беневенто) | Клима (Беневенто) | Клима (Беневенто) | Клима (Беневенто) | Клима (Беневенто) | Клима (Беневенто) | Клима (Беневенто) | Клима (Беневенто) | Клима (Беневенто) | Клима (Беневенто) | Клима (Беневенто) | Клима (Беневенто) | Клима (Беневенто) |
| Показатељ \ Месец          | .Јан.             | .Феб.             | .Мар.             | .Апр.             | .Мај.             | .Јун.             | .Јул.             | .Авг.             | .Сеп.             | .Окт.             | .Нов.             | .Дец.             | .Год.             |
| -------------------------- | ----------------- | ----------------- | ----------------- | ----------------- | ----------------- | ----------------- | ----------------- | ----------------- | ----------------- | ----------------- | ----------------- | ----------------- | ----------------- |
| Количина падавина, mm (in) | 82 (32,3)         | 62 (24,4)         | 68 (26,8)         | 72 (28,3)         | 80 (31,5)         | 52 (20,5)         | 46 (18,1)         | 60 (23,6)         | 66 (26)           | 78 (30,7)         | 88 (34,6)         | 92 (36,2)         | 846 (333)         |
| [ тражи се извор ]         |                   |                   |                   |                   |                   |                   |                   |                   |                   |                   |                   |                   |                   |

## Историја
Град је у антици главни град Самнита, који су се ту склонили након пораза од Римске републике 314. п. н. е. Изгледа да није пао у римске руке све док Пир није одсуствовао на Сицилији. Служио је као базу у последњем походу против Пира од Епира. Пир је напустио поход у Италији након неодлучне битке код Беневента 275. п. н. е. Беневенто се до те битке називао Малвенто. Латинска колонија је ту успостављена 268. п. н. е. и тада је име промењено због сујеверја (male=лоше bene=добро ). Беневенто је остао у поседу Римљана и за време Пунских ратова и социјалних ратова. Позиција Беневента је природно јака, јер је заштићен са две реке, а средњовековна утврђења дуга 2 mi (3,2 km) вероватно следе античку линију, коју је Тотила разорио до темеља. Беневенто је био раскрсница шест путева, па су га посећивали бројни путници. Трајанов лук из 114. је један од најбоље очуваних римских структура у Кампањи.
Тотила је 545. разорио зидине града до темеља, а град је опљачкао. Недуго након тога Беневенто је постао седиште моћнога лангобардскога војводства. Лангобарди су били ту присутни и пре освајања Падске низије. Војводство су основали 576. војници под вођством Зота. Били су независни од Лангобардскога краља. Зота је наследио Аречи I, који је заузео Капуу и Кротоне. Опљачкао је византијски Арналфи, али није могао да освоји Напуљ. После његове власти Византија је остала у поседу само Напуља, Арналфија, Гете, Сорента, врха Калабрије и поморских градова Апулије. Беневенто је заузео неке византијске поседе, али главни непријатељ је било Лангобарска краљевина. Лангобардски краљеви су се мешали у избор војвода. Са крахом Лангобардске краљевине 773. под Францима је један део територије предан папској држави, па је зато војводство уздигнуто на ниво кнежевине под Аречијем II. Беневенто се спомињао тада као друга Павија, након што су Лангобарди изгубили своју престолницу. Салерно је 851. раскинуо. Војвода Пандулфо ди Феро је поново ујединио „малу Ломбардију“ по последњи пут. Пре смрти (981. ) добио је титулу војводе од Сполета од цара Отона I. Али и Беневенто и салерно су се побунили против Пандулфа II. У 11. веку појављују се немачки владари у јужној Италији. Хенрик II је 1022. освојио и Капуу и Беневенто, али вратио се након неуспеле опсаде Троје. Сличне је прошао 1038. и Конрад II. Тих година три државе (Беневенто, Капуа и Салерно ) су биле ангажоване у локалним ратовима и споровима, који су омогућили успон Нормана од плаћеника до владара јужне Италије. Највећи од њих је био Роберт Гвискар, који је 1053. заузео Беневенто. Најпре му је Хенрик III одобрио да освоји град 1047. Хенрик III је предао Беневенто папи као замену за бискупију Бамберг 1077. Надбискуп Беневента је започео савезништво са Норманима, па је отпуштен. Беневенто је остао под влашћу папа од тада до 1806. Био је кључни град за папску моћ у јужној Италији. Беневенто је освојила Наполеонова војска и предала га Талерану, али Талеран није никад владао. Беневенто је 1815. враћено папама. У састав Италије је ушао приликом уједињења Италије 1860. г.

## Становништво
Према резултатима пописа становништва 2011. у општини је живело 61.489 становника.
| 1931.  | 1936.  | 1951.  | 1961.  | 1971.  | 1981.  | 1991.  | 2001.  | 2011.  |
| ------ | ------ | ------ | ------ | ------ | ------ | ------ | ------ | ------ |
| 36.054 | 37.865 | 47.604 | 55.381 | 59.009 | 62.636 | 62.561 | 61.791 | 61.489 |

Беневенто данас има око 63.000 становника, махом Италијана. Последњих деценија број становника у граду стагнира.

## Главне знаменитости

### Антика
Значај Беневента види се по мноштву античких остатака.
- Трајанов лук, који је изграђен 114.
- стари театар близу катедрале. Изградио га је Хадријан, а касније проширио Каракала. Може сместити 10.000 гледалаца.
- криптопортик, дугачак 60 m, а некад 520 m
- Циглени лук зван Лук Сакрамента
- Понте Лепрозо, мост преко реке близу центра града
- термална бања

### Црква свете Софије
Изграђена је за време Лангобарда 760. Један је од најзначајнијих примера европске архитектуре. Црква је својевремено била осликана византијским фрескама. Била је готово уништена у потресу 1688, па је поново изграђена у барокном облику. Оригиналне форме су сакривене.

### Катедрала
Катедрала датира из 9. века. Поново је изграђена 1114. Фасада је урађена у Пизанском готском стилу. Врата су пример романескне уметности и потичу са почетка 13. века. Масивни торањ са звонима изграђен је 1269.

### Замак Беневенто
Замак Беневенто је познат као Рока деи Ретори или Рока ди Манфреди. Налази се на највишој тачки града и доминира над долином са две реке. То место су давно користили и Самнити. Бенедиктинци су ту имали манастир. Добио је име у средњем веку, када су папини намесници, тј ретори имали ту своје седиште.

## Партнерски градови
- Витлејем
- Напуљ
- Торе Анунцијата
- Поцуоли
- Пула
- Гоцо
- Сплит
- Палма де Мајорка
- Берн
- Кампобасо
- Валона
- Рим
- Челмсфорд
- Оксфорд

## Галерија
- Градска катедрала
- Трг св. Софије са истоименом црквом
- Трајанов славолук
- Староримски мост
- Трајанов славолук, онакав како је изгледао у 18. веку
- Кнежевина Беневенто око 1000. године
- Једна од средишњих градских улица
- Римски трг у средишту града